# Papa Waly N’Diaye
Papa Waly N’Diaye (ur. 10 października 1974) – senegalski piłkarz grający na pozycji bramkarza. W swojej karierze rozegrał 15 meczów w reprezentacji Senegalu.

## Kariera klubowa
W swojej karierze piłkarskiej N’Diaye grał w klubie ASC Jeanne d’Arc.

## Kariera reprezentacyjna
W reprezentacji Senegalu N’Diaye zadebiutował 27 lutego 1993 w wygranym 1:0 meczu eliminacji do MŚ 1994 z Gabonem, rozegranym w Dakarze. W 1994 roku został powołany do kadry na Puchar Narodów Afryki 1994. Wystąpił na nim w jednym meczu, grupowym z Ghaną (0:1). Od 1993 do 1997 rozegrał w kadrze narodowej 15 meczów.